# 饒毓泰
饒毓泰（1891年12月1日—1968年10月16日），名儉如，字樹人，男，江西臨川人，中国物理学家，北京大學物理系教授，南開大學物理系的創始人，中国近代物理学奠基人之一。中央研究院第一届院士。

## 生平

### 成長
饶毓泰是江西臨川鐘嶺人。父饶之麟，为清朝举人、拔贡生，曾任户部主事。母余峨之。幼年在叔父和舅父教导下习四书经史。1903年，入抚州中学堂学习。1905年，只身去上海，就读于中国公学。后转入“中国新公学”，胡适曾为其英文老师。1911年以优异成绩毕业于上海南洋公学（上海交通大学前身）。1912年回临川中学（今抚州一中）任教半年。

### 留學經歷
1913年考取官费赴美國留學。初入加州大学，后转芝加哥大学，1917年冬获该校物理系学士学位。1918年入哈佛大学研究院，后转入耶鲁大学和普林斯顿大学。1921年获得普林斯顿大学硕士学位。1922年獲美國普林斯頓大學哲學博士學位，博士論文是研究低壓電弧的電子發射速率的實驗成果（导师为卡尔·泰勒·康普顿，阿瑟·康普顿之兄）。
同年返國，應南開大學校長張伯苓的聘請，來到南開大學任教授，创立物理系并任主任。学生中有吴大猷、吴大任、郭永怀、马仕俊、江泽涵、申又振、陈省身、郑华炽等。吴大猷曾在回忆饶毓泰时说：“在大学四年中随饶师所习之物理学课程有大学物理、电磁学、近代物理、高等力学、光学、气体运动论、高等电磁学等。在二年级选习的近代物理学课使我开了对物理的窍和兴趣，渐为饶师毓泰注意。”
1929年，赴德國萊比錫大學波斯坦天文物理實驗室進行科學研究，完成了《论铷和铯的基本线系的二次斯塔克效应》论文。1932年回国任北平研究院物理研究所研究员。一年后到北京大学任物理系主任，自1935年起兼任理学院院长。
抗日战争爆发后，先后在湖南长沙临时大学（西南联合大学前身）和昆明西南联合大学任物理系主任。期间培养了杨振宁、黄昆、张守廉、邓稼先、李政道等一大批优秀物理学家，影响深远。1944年，他休假到美国，与A．H．尼尔森（Nielsen）等合作进行分子光谱研究。1947年初回国，继续担任北京大学理学院院长和物理系主任等职务。1948年，当选为中央研究院第一屆院士。

### 戰後與文革自殺
1949年拒绝登上南京政府接名教授去台湾的专机，继续在北京大学任教。1949-1951年，继任北大理学院院长兼物理系主任、学校校务委员。1952年北大院系调整时，辞去院、系领导职务。1954年以後，先後當選為第二、三屆全國政協委員、四屆政協常委。1955年当选为中国科学院学部委员。
文化大革命中遭到打擊和迫害，飽受折磨，1968年10月16日“清理階級隊伍”時，在北京大學燕南園41號上吊自殺身亡。1978年平反昭雪。

## 评价
1962年2月24日，胡適主持中研院第五次院士會議時，去世前說的最後一段話曾提到饒毓泰：「我常向人說，我是一個對物理學一竅不通的人，但我卻有两個學生是物理學家，一個是北京大學物理系主任饒毓泰，一個是曾與李政道、楊振寧合作試驗『對等律之不可靠性』的吳健雄女士，而吳大猷卻是饒毓泰的學生，楊振寧、李政道又是吳大猷的學生。排行起來，饒毓泰、吳健雄是第二代，吳大猷是第三代，楊振寧、李政道是第四代了。這一件事，我認為平生最為得意，也是最值得自豪的。」

## 纪念
2000年，中国物理学会为纪念胡刚复等五位物理学界前辈，设立了胡刚复、饶毓泰、叶企孙（叶企荪）、吴有训、王淦昌物理学奖，其中饶毓泰物理奖授予光学、声学、原子和分子物理方面有突出成就的物理学家。